# Arco do Teles
El Arco do Teles es un pasaje que se ubica en la Plaza Quince de Noviembre, en el centro de la ciudad de Río de Janeiro, Brasil. Es un hito arquitectónico de la historia de la ciudad al ser el remanente de la antigua residencia de la familia Telles de Menezes. Une la plaza Quince de Noviembre a la Travessa do Comércio.

## Historia

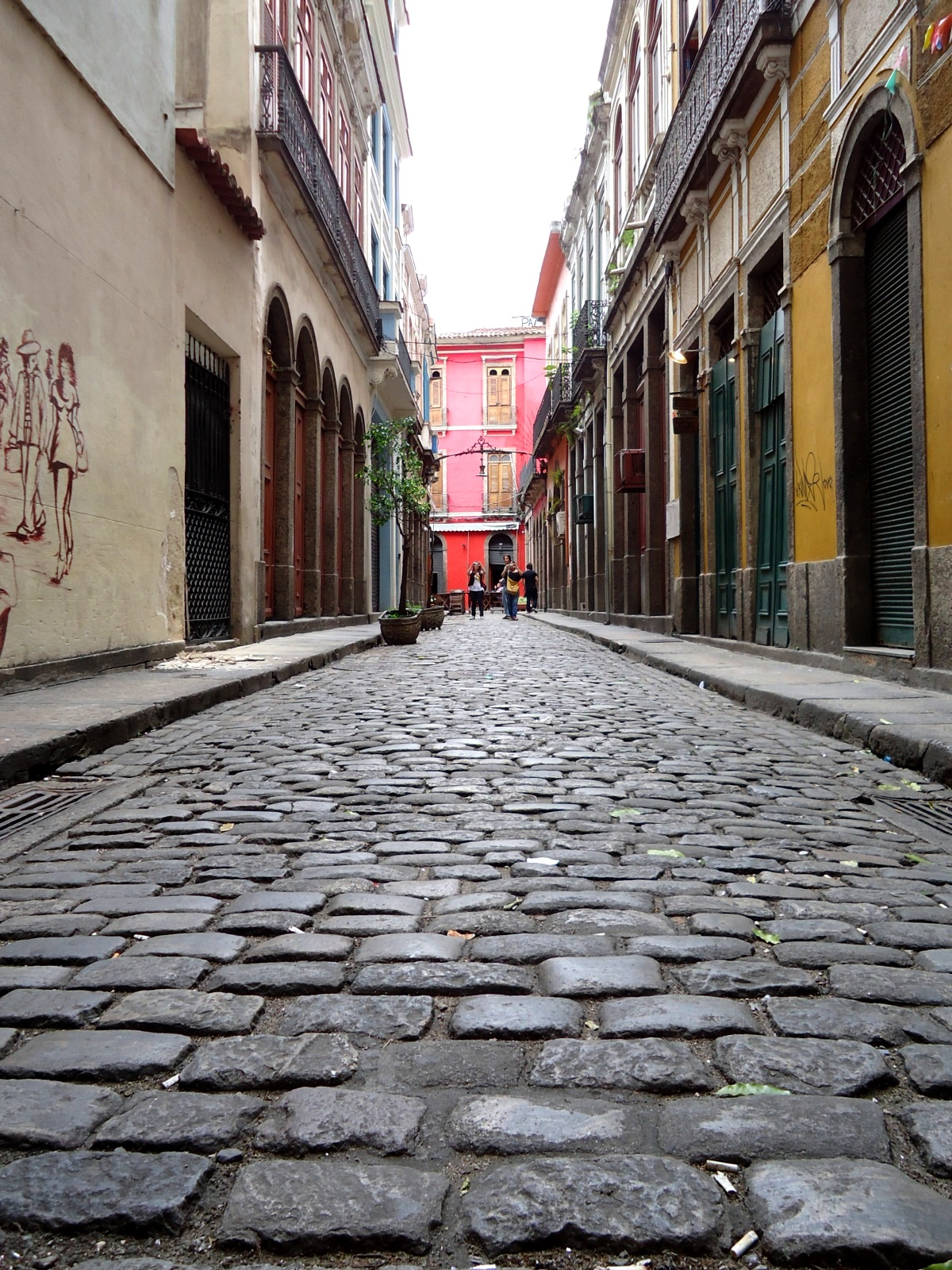
Travessa do Comércio, Praça XV, Centro de Río. A inicios del, la Travessa aún era uno de los más importantes núcleos de inmigrantes portugueses de la ciudad.

En 1738 la Casa de los Gobernadores (que luego sería el Palacio Imperial) comenzó a ser construida al mando del gobernador Gomes Freire de Andrade, Conde de Bobadela.  En 1743 la construcción de la nueva Casa de los Gobernadores fue terminada y la zona (ahora llamada Largo do Paço) gana una gran valorización. Viendo el crecimiento del área, el juez portugués Antônio Telles Barreto de Menezes decide adquirir los terrenos y construir un conjunto de casas de alquiler para comerciantes y para las clases más acomodadas de la ciudad. 
En medio de las construcciones de las casas, el ingeniero portugués José Alpoim encontró un problema: la construcción de las casas obstruía el ingreso a la travessa do Mercado do Peixe (atual travessa do Comércio), fue entonces cuando Alpoim resolvió crear un arco en medio de uno de los edificios, que vendría el Senado de la Cámara (equivalente a la actual Cámara Municipal).
En la época de los gobernadores generales y de los virreyes el inmueble era frecuentado por toda la sociedad carioca que acudía atraída por una imagen de Nuestra Señora de los Placeres, colocada en un nicho en el interior del arco. El nombre por el que es conocido se debe a los Telles de Menezes, propietarios de los edificio. En 1790, un incendio que comenzó en una tienda próxima a la rúa Direita (actual rúa Primero de Marzo) destruyó la mayor parte de las casas de los Telles de Menezes, dejando apenas la parte que hoy constituye el Arco do Teles.
Luego del incendio, la zona perdió valor y la clase alta que entonces vivía ahí se fue y los edificios pasaron a estar habitados por personas marginales como ladrones y prostitutas. Asimismo, luego del incendio los moradores de las cercanías retiraron la imagen de Nuestra Señora de los Placeres pues no aceptaban que la santa imagen permaneciera en un ambiente de "depravación". La imagen fue llevada a la Iglesia de Santo Antônio dos Pobres, donde está hasta hoy.
Recién luego de 1808, el área volvió a ser valorizada con la llegada de la familia real portuguesa a la ciudad quien se instaló en el Paço Imperial. Con el pasar del tiempo y la modernización de la ciudad hubo una fuga del eje del poder y la región volvió a ser nuevamente menos valorizado. 
Ya en el siglo XXI, el área es bastante conocida por su vida nocturna y por el llamado "happy hour", ya que posee varios bares, restaurantes y fiestas además de estar en el mismo centro de la ciudad lo que facilita el acceso. En las horas del día es conocida por su turismo gracias a su historia y arquitectura y por la presencia de diversos movimientos culturales que ocurren en la zona.